# Аркадівська сільська рада
Арка́дівська сільська́ ра́да — адміністративно-територіальна одиниця та орган місцевого самоврядування в Куп’янському районі Харківської області. Адміністративний центр — село Аркадівка.

## Загальні відомості
Аркадівська сільська рада утворена в 1926 році.
- Територія ради: 50,44 км²
- Населення ради: 710 осіб (станом на 2001 рік)
- Територією ради протікає річка Великий Бурлук.

## Населені пункти
Сільській раді були підпорядковані населені пункти:
- с. Аркадівка
- с. Роздольне
- с. Микільське

### Колишні населені пункти
- Крейдянка

## Склад ради
Рада складалася з 12 депутатів та голови.
- Голова ради: Лазарєв Григорій Михайлович
- Секретар ради: Гірман Галина Миколаївна

### Керівний склад попередніх скликань
| Прізвище, ім'я, по батькові | Основні відомості                                                         | Дата обрання | Дата звільнення |
| --------------------------- | ------------------------------------------------------------------------- | ------------ | --------------- |
| Лазарєв Григорій Михайлович | Сільський голова, 1962 року народження, освіта вища, позапартійна         | 26.03.2006   | 31.10.2010      |
| Лазарєв Григорій Михайлович | Сільський голова, 1962 року народження, освіта вища, член Партії регіонів | 31.10.2010   |                 |

Примітка: таблиця складена за даними сайту Верховної Ради України

### Депутати
За результатами місцевих виборів 2010 року депутатами ради стали:

#### За суб'єктами висування
| Суб'єкт висування                                       | Кількість обраних депутатів | %    |
| ------------------------------------------------------- | --------------------------- | ---- |
| Партія регіонів                                         | 9                           | 75   |
| Політична партія Всеукраїнське об'єднання «Батьківщина» | 2                           | 16,7 |
| Політична партія «Наша Україна»                         | 1                           | 8,3  |

#### За округами
| № округу                                                | Прізвище, ім'я, по батькові   | Дата визнання обраним | Освіта             | Партійна приналежність                        | Відомості про обраного депутата                           |
| ------------------------------------------------------- | ----------------------------- | --------------------- | ------------------ | --------------------------------------------- | --------------------------------------------------------- |
| Партія регіонів                                         |                               |                       |                    |                                               |                                                           |
| 1                                                       | Лелюк Микола Іванович         | 04.11.2010            | середня спеціальна | позапартійний                                 | ТОВ «Харківагро-2000», водій                              |
| 2                                                       | Лелюк Віталіна Віталіївна     | 04.11.2010            | середня спеціальна | позапартійна                                  | Шевчнківська ЦРЛ, медична сестра                          |
| 3                                                       | Колісник Наталія Петрівна     | 04.11.2010            | середня спеціальна | член Партії регіонів                          | Дикретна відпустка                                        |
| 5                                                       | Харківська Олена Григорівна   | 04.11.2010            | середня спеціальна | позапартійна                                  | Аркадівська сільська рада, головний бухгалтер             |
| 6                                                       | Козлов Сергій Вікторович      | 04.11.2010            | середня            | позапартійний                                 | ТОВ «Харківагро-2000», водій                              |
| 7                                                       | Баранчук Андрій Олександрович | 04.11.2010            | середня            | позапартійний                                 | ТОВ «Харківагро-2000», водій                              |
| 8                                                       | Кобзарьов Віктор Іванович     | 04.11.2010            | середня спеціальна | член Партії регіонів                          | ТОВ «Харківагро-2000», водій                              |
| 10                                                      | Логвіненко Тетяна Миколаївна  | 04.11.2010            | середня спеціальна | позапартійна                                  | Ленінський фельдшерсько-акушерський пункт, медична сестра |
| 12                                                      | Козлова Олена Віталіївна      | 04.11.2010            | вища               | позапартійна                                  | ТОВ «Харківагро-2000», головний бухгалтер                 |
| Політична партія Всеукраїнське об'єднання «Батьківщина» |                               |                       |                    |                                               |                                                           |
| 4                                                       | Гірман Галина Миколаївна      | 04.11.2010            | вища               | член Всеукраїнського об'єднання «Батьківщина» | Аркадівська сільська рада, секретар                       |
| 11                                                      | Сєрая Ніна Дмитрівна          | 04.11.2010            | середня            | член Всеукраїнського об'єднання «Батьківщина» | ПП"Шанхай", підприємець                                   |
| Політична партія «Наша Україна»                         |                               |                       |                    |                                               |                                                           |
| 9                                                       | Попова Світлана Іванівна      | 04.11.2010            | середня            | член Політичної партії «Наша Україна»         | Аркадівська сільська рада, землевпорядник                 |